# Бакси
«Бакси» — фільм режисера Гульшад Омарової, який знятий в 2008 році.

## Зміст
Бакси Айдай – місцева знахарка у казахському степу. Вона допомагає людям, лікує різні хвороби і залежності. Айдай цінують та поважають. Коли на землі, на яких розташовано село Айдай, зазіхнув багатій, то вона не захотіла залишати рідних місць, адже тільки тут у неї є сила лікувати. На її захист встали ті, кому вона допомогла. Та чи зможуть вони зупинити бізнесмена, зорієнтованого тільки на гроші?

## Ролі
| Актор                  | Роль |
| ---------------------- | ---- |
| Несіпкуль Омарбекова   | -    |
| Фархад Аманкулов       | -    |
| Алмати Аянов           | -    |
| Толепберген Байсакалов | -    |
| Асель Абутова          | -    |
| Нурлан Алімжанов       | -    |
| Токтар Бексенов        | -    |
| Саят Мерекенов         | -    |
| Олжас Нусупбаєв        | -    |

## Знімальна група
- Режисер — Гульшад Омарова
- Сценарист — Сергій Бодров, Гульшад Омарова
- Продюсер — Сергій Азимов, Сергій Бодров, Наташа Девіллерс
- Композитор — Зіг